# Willy Holzmüller

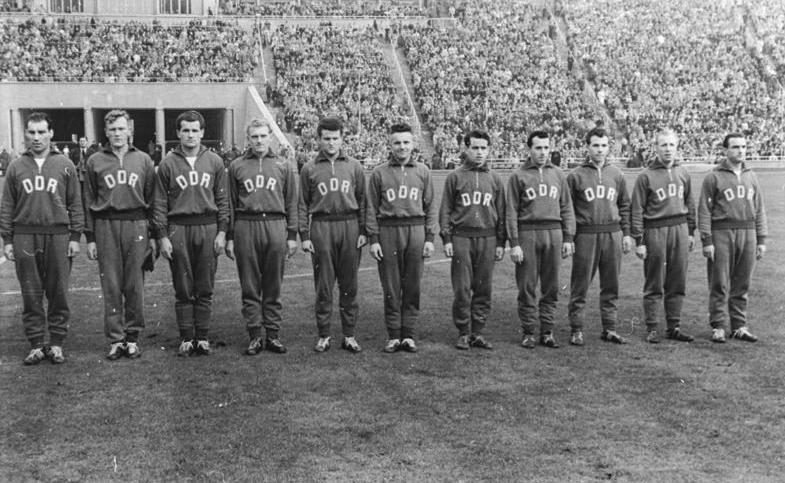
Willy Holzmüller (vierter von links) mit der DDR-Nationalmannschaft im Jahr 1957

Willy Holzmüller (* 3. März 1931 in Glauchau; † 20. September 2021) war ein deutscher Fußballspieler.

## Sportliche Laufbahn
Willy Holzmüller wechselte 1956 von der BSG Chemie Glauchau zum SC Motor Karl-Marx-Stadt. Die Anfangszeiten bei den Karl-Marx-Städtern waren für ihn wenig erfolgreich. Im Jahr 1957 stieg er mit dem Club aus der DDR-Oberliga ab. Im Jahr darauf musste Holzmüller mit dem SC Motor sogar in die drittklassige II. DDR-Ligaabsteigen. Trotz der anfänglichen Misserfolge wurde er 1957 für ein Länderspiel der Fußballnationalmannschaft der DDR berufen, welches er gegen die ČSSR mit 1:3 verlor.
Damit war Holzmüller der erste Chemnitzer Spieler, der ein Länderspiel für die DDR absolvierte. Seinem Verein hielt er weiterhin die Treue und kehrte bereits 1962 in die Oberliga zurück. Nach insgesamt über 500 Spielen beendete er 1966 seine Laufbahn. Willy Holzmüller war Ehrenmitglied des Chemnitzer FC.